# Cheswick
Cheswick é um distrito localizado no estado norte-americano da Pensilvânia, no Condado de Allegheny.

## Demografia
Segundo o censo norte-americano de 2000, a sua população era de 1899 habitantes.
Em 2006, foi estimada uma população de 1768, um decréscimo de 131 (-6.9%).

## Geografia
De acordo com o United States Census Bureau tem uma área de 1,4 km², dos quais 1,2 km² cobertos por terra e 0,2 km² cobertos por água.

## Localidades na vizinhança
O diagrama seguinte representa as localidades num raio de 8 km ao redor de Cheswick.